# Korkino
Korkino (ros. Коркино) – miasto w Rosji, w obwodzie czelabińskim, na Uralu.
Liczba mieszkańców w 2003 roku wynosiła ok. 40 tys.
W mieście urodzili się Anatolij Bukriejew i Artiemij Panarin.
W mieście rozwinął się przemysł materiałów budowlanych oraz szklarski.